# Marimba Ani
Marimba Ani (nascida como Dona Richards) é uma antropóloga e estudiosa dos Estudos africanos mais conhecida por sua obra Yurugu, uma crítica abrangente da cultura e pensamento europeus e por ter cunhado o termo "Maafa" para o holocausto africano.

## Vida e obra
Marimba Ani completou seu bacharelado na Universidade de Chicago e o seu mestrado e doutorado em antropologia na Faculdade de Pós-Graduação da New School. Em 1964, durante o Verão da Liberdade, ela serviu como secretária de campo do Comitê Coordenador Não Violento de Estudantes (Student Nonviolent Coordinating Committee) e se casou com o ativista dos direitos civis Robert Parris Moses; eles se divorciaram em 1966. Ela foi Professora de Estudos da África no Departamento de Estudos Negros e Porto-Riquenhos da Universidade da Cidade de Nova Iorque e à ela é creditada a introdução do termo Maafa para descrever o holocausto africano.

## Yurugu
A obra de Ani de 1994, Yurugu: An Afrikan-Centered Critique of European Cultural Thought and Behavior, examinou, por uma perspectiva africana, a influência da cultura europeia na formação das estruturas institucionais modernas através do colonialismo e do imperialismo. Descrito pela autora como "uma polêmica intencionalmente agressiva", o livro deriva seu título de uma lenda do povo Dogon sobre um ser incompleto e destrutivo sendo rejeitado por seu criador.
Ao examinar as causas da supremacia branca global, Ani defendeu que o pensamento europeu acredita implicitamente em sua própria superioridade, afirmando: "A cultura europeia é única no que se refere à asserção do interesse político".
Em Yurugu, Ani propôs uma conceptualização tripartida de cultura, baseada nos conceitos de
1. Asili, a semente central ou "matriz germinativa" de uma cultura,
2. Utamawazo, "pensamento ou visão de mundo culturalmente estruturado", "a maneira como o pensamento de membros de uma cultura deve ser modelado se o asili deve ser cumprido", e
3. Utamaroho, a "força vital" ou "fonte de energia" de uma cultura, que "lhe dá o seu tom emocional e motiva o comportamento coletivo de seus membros".[8][9][11]

Os termos usados por Ani neste modelo são de origem suaíle. Asili é uma palavra suaíle comum que significa "origem" ou "essência"; utamawazo e utamaroho são neologismos criados por Ani com base nas palavras suaíle utamaduni ("civilização"), wazo ("pensamento") e roho ("espírito"). O utamawazo e o utamaroho não são vistos como separados do asili, mas como suas manifestações, que "nascem do asili e por sua vez, o afirmam."
Ani caracterizou o asili da cultura europeia como sendo dominado por conceitos de separação e controle, com dicotomias que estabelecem separações como "homem" e "natureza", "o europeu" e "o outro", "pensamento" e "emoção" — separações que, na verdade, acabam negando a existência do "outro", que, por sua vez, acaba tornando-se subserviente às necessidades do homem (europeu). O controle é disfarçado pelo universalismo já que, na realidade, "as formulações abstratas 'universais' na experiência europeia têm sido usadas para controlar as pessoas, impressioná-las e intimidá-las."
De acordo com o modelo de Ani, o utamawazo da cultura europeia "é estruturado pela ideologia e experiência bio-cultural", e seu utamaroho ou força vital é a dominação, refletida em todas as estruturas de base europeia e na imposição de valores da civilização ocidental em povos em todo o mundo, destruindo culturas e línguas em nome do progresso.
O livro também aborda o uso do termo maafa, baseado em uma palavra suaíle que significa "grande desastre", para descrever a escravidão. Intelectuais afrocêntricos subsequentemente popularizaram e expandiram a conceitualização de Ani. Citando tanto a história de séculos de escravidão e exemplos mais recentes como o estudo de Tuskegee, Ani diz que os europeus e os norte-americanos brancos possuem uma "enorme capacidade para a perpetração de violência física contra outras culturas" e que isso resultou em um tratamento "anti-humano e genocida" dos negros.

### Recepção crítica
Phillip Higgs, em African Voices in Education, descreve Yurugu como um "excelente delineamento da ética da convivência harmoniosa entre seres humanos", mas cita como ponto fraco a maneira como o livro "negligencia as estruturas de desigualdade social e conflito que podem ser encontradas em todas as sociedades, incluindo as indígenas". Molefi Kete Asante descreve Yurugu como um "trabalho elegante". Stephen Howe acusa de Ani de ter pouco interesse de fato na África (além da sua romantização) e desafia sua crítica da lógica "eurocêntrica", já que ela investe fortemente em seu uso no livro.

## Publicações
- "The Ideology of European Dominance," The Western Journal of Black Studies. Vol. 3, Nº 4, inverno de 1979, e Présence Africaine, No. 111, 3º Trimestre, 1979.
- "European Mythology: The Ideology of Progress," in M. Asante and A. Vandi (eds), Contemporary Black Thought, Beverly Hills: Sage Publications, 1980 (59-79).
- Let The Circle Be Unbroken: The Implications of African Spirituality in the Diaspora. New York: Nkonimfo Publications, 1988 (orig. 1980).
- "Let The Circle Be Unbroken: The Implications of African-American Spirituality," Présence Africaine. Nº 117-118, 1981.
- "The Nyama of the Blacksmith: The Metaphysical Significance of Metallurgy in Africa," Journal of Black Studies. Vol. 12, Nº 2, dezembro de 1981.
- "The African 'Aesthetic' and National Consciousness," in Kariamu Welsh-Asante (ed.), The African Aesthetic, Westport, Ct.: Greenwood Press, 1993 (63-82)
- Yurugu: An Afrikan-centered Critique of European Cultural Thought and Behavior. Trenton: Africa World Press, 1994.
- "The African Asili," in Selected Papers from the Proceedings of the Conference on Ethics, Higher Education and Social Responsibility, Washington, D.C.: Howard University Press, 1996.
- "To Heal a People", in Erriel Kofi Addae (ed.), To Heal a People: Afrikan Scholars Defining a New Reality, Columbia, MD.: Kujichagulia Press, 1996 (91-125).
- "Writing as a means of enabling Afrikan Self-determination," in Elizabeth Nuñez and Brenda M. Greene (eds), Defining Ourselves; Black Writers in the 90's, New York: Peter Lang, 1999 (209–211).